# Arhopala havilandi
Arhopala havilandi är en fjärilsart som beskrevs av George Thomas Bethune-Baker 1896. Arhopala havilandi ingår i släktet Arhopala och familjen juvelvingar. Inga underarter finns listade i Catalogue of Life.

## Bildgalleri

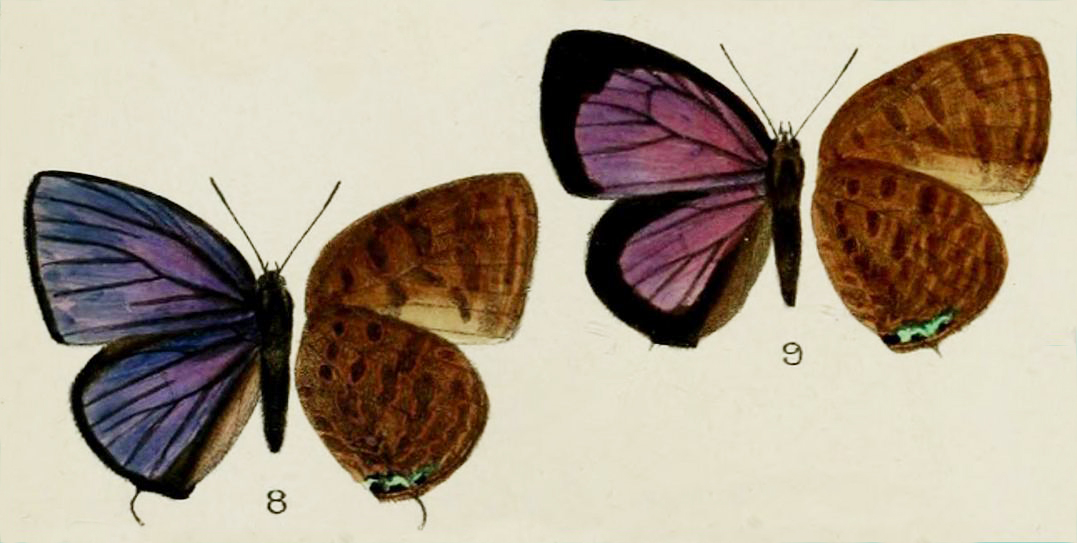